# Joachim Nicolas Eggert

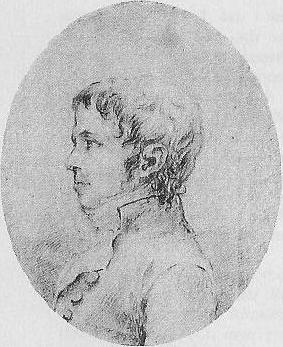
Joachim Nicolas Eggert

Joachim Nicolas Eggert, Zweeds componist en dirigent (geboren op 22 februari 1779 in Gingst op Rügen, destijds een deel van Zweeds Pommeren; gestorven op 14 april 1813 in Thomestorp, Östergötland, Zweden).
Op prille leeftijd begon hij te leren viool spelen. In Stralsund zette hij zijn muzikale opleiding voort in de onderwerpen vioolspel en compositie. In de eerste jaren van de 19e eeuw, werden deze lessen gevolgd door lessen in muziektheorie te Brunswijk en Göttingen, met Johann Nikolaus Forkel als leraar.
In 1802 kreeg hij zijn eerste benoeming als kapelmeester aan het Hoftheater van Schwerin. Een jaar later werd hij violist aan het Koninklijk Hoforkest van Zweden. Spoedig daarop kreeg hij zijn eerste opdrachten voor composities. In 1807 werd hij benoemd tot lid van de Zweedse Koninklijke Academie voor Muziek; in hetzelfde jaar maakte hij zijn debuut als dirigent. Van 1808 tot en met 1812 werkte hij als Hofkapellmeister aan het Zweedse Koninklijke Hoforkest. Hij stierf in 1813 aan tuberculose op de leeftijd van 34 jaar.
Het grootste deel van zijn compositorisch oeuvre wordt gevormd door instrumentale werken zoals opera's, cantata's, muziekdrama's en symfonieën. Hij componeerde ook een groot aantal werken in opdracht van het Zweedse Koninklijk Hoforkest. Hij introduceerde elementen van de Weense Klassieke School in de muziekcultuur van Zweden. In het kader van zijn activiteiten als kapelmeester voerde hij voor de eerste maal werken van Beethoven in in het Zweeds concertrepertoire. Hij verwierf zich ook bekendheid door het feit dat hij de eerste uitvoeringen in Zweden dirigeerde van Haydns Die Jahreszeiten en Mozarts Die Zauberflöte.

## Werken (een selectie)
- Opera's
  - De Moren in Spanje
  - Svante Sture och Märta Leijonhufvud
- Symfonieën
  - Symfonie No. 1 in c-mineur
  - Symfonie No. 2 in c-majeur
  - Symfonie No. 3 in Es-majeur
  - Symfonie No. 4 Skjöldebrand in g-mineur
  - Symfonie No. 5 in d-mineur